# Luis Marquès
 (novembre 2023).
La mise en forme du texte ne suit pas les recommandations de Wikipédia : il faut le « wikifier ».
Les points d'amélioration suivants sont les cas les plus fréquents. Le détail des points à revoir est peut-être précisé sur la page de discussion.
- Les titres sont pré-formatés par le logiciel. Ils ne sont ni en capitales, ni en gras.
- Le texte ne doit pas être écrit en capitales (les noms de famille non plus), ni en gras, ni en italique, ni en « petit »…
- Le gras n'est utilisé que pour surligner le titre de l'article dans l'introduction, une seule fois.
- L'italique est rarement utilisé : mots en langue étrangère, titres d'œuvres, noms de bateaux, etc.
- Les citations ne sont pas en italique mais en corps de texte normal. Elles sont entourées par des guillemets français : « et ».
- Les listes à puces sont à éviter, des paragraphes rédigés étant largement préférés. Les tableaux sont à réserver à la présentation de données structurées (résultats, etc.).
- Les appels de note de bas de page (petits chiffres en exposant, introduits par l'outil «  Source ») sont à placer entre la fin de phrase et le point final[comme ça].
- Les liens internes (vers d'autres articles de Wikipédia) sont à choisir avec parcimonie. Créez des liens vers des articles approfondissant le sujet. Les termes génériques sans rapport avec le sujet sont à éviter, ainsi que les répétitions de liens vers un même terme.
- Les liens externes sont à placer uniquement dans une section « Liens externes », à la fin de l'article. Ces liens sont à choisir avec parcimonie suivant les règles définies. Si un lien sert de source à l'article, son insertion dans le texte est à faire par les notes de bas de page.
- La présentation des références doit suivre les conventions bibliographiques. Il est recommandé d'utiliser les modèles {{Ouvrage}}, {{Chapitre}}, {{Article}}, {{Lien web}} et/ou {{Bibliographie}}. Le mode d'édition visuel peut mettre en forme automatiquement les références.
- Insérer une infobox (cadre d'informations à droite) n'est pas obligatoire pour parachever la mise en page.

Pour une aide détaillée, merci de consulter Aide:Wikification.
Si vous pensez que ces points ont été résolus, vous pouvez retirer ce bandeau et améliorer la mise en forme d'un autre article.
Pour les articles homonymes, voir Marques (homonymie).
 (novembre 2023).
Motif : Présentation non conforme, wikification incomplète ou incorrecte, sources insuffisantes...
Luis Marques (de son nom complet Luis Miguel Marques Slebsager) est un acteur, metteur en scène, producteur et réalisateur espagnol francophone, né en 1966 à Boulogne-Billancourt.

## Parcours
Après des études de théâtre au Shakespearean School of Acting (Londres) et aux Cours Robert Cordier et Tania Balachova-Véra Gregh (Paris) et une Maîtrise en Anthropologie théâtrale à la Sorbonne (Paris III), Luis Marquès s’est rendu en 1991 en Côte d’Ivoire pour y effectuer des recherches sur le théâtre africain. Il ne quittera plus la terre africaine. En effet il rencontre un comédien et metteur en scène Claude Gnakouri, avec lequel il décide de collaborer en s’appuyant sur la tradition orale africaine.
Leur travail prend des formes diverses, du théâtre invisible au théâtre de rue en passant par le conte polyphonique, le ciné-spectacle, la création d’un cabaret à Abidjan ou la réalisation d’une série de 6 courts-métrages intitulée Fables Africaines, record de vente du court métrage français dans le monde en 2001.
En 2002, ils cosignent la mise en scène de la cérémonie d’ouverture de la Coupe d’Afrique des Nations CAN 2002 à Bamako au Mali.
En 2005, Luis Marquès déménage à Ouagadougou où il crée l’Œil du Cyclone, une association qui a produit le premier spectacle équestre africain, Le geste des Etalons, qui réunira en 4 ans plus de 100 000 spectateurs.
Il écrit et met en scène des pièces de théâtre et des films, dont L’œil du Cyclone, un long métrage dont il est scénariste et directeur artistique. Pour ce long métrage de Sékou Traoré, primé 37 fois à travers le monde, dont l’étalon de Bronze, Meilleur Acteur et Meilleure Actrice au FESPACO 2015, il obtient le Trophée Francophone 2016 du Meilleur Scénario. 
De retour en Côte d’Ivoire où il crée Alma Production, il remporte en 2017 la Médaille d’Or des Jeux de la Francophonie avec le spectacle la Boule Bleue d’Ivoire Marionnette.
Il obtient le Prix de la meilleure pièce de théâtre 2019 du Ministère de la Culture de Côte d’Ivoire, avec le spectacle La fille du Bistrot de Elie Liazéré.
Très engagé dans la lutte contre le changement climatique et la déforestation en Afrique, il travaille à la conception et mise en œuvre de campagnes de sensibilisation de masse et réalise des documentaires en Côte d’Ivoire, au Libéria et en Ouganda (ex : « Forêt en voie d’extinction ou l’espoir de l’observation Indépendante » en 2020).
Aujourd’hui, il se lance résolument vers la production de fictions TV et Cinéma avec sa société Alma Production.

## Synthèse de ses œuvres

### Producteur
- Les 3 Lascars[7] (2021), film long métrage de Boubakar Diallo, coproducteurs Luis Marquès (Côte d’Ivoire), Boubakar Diallo (Burkina Faso) et Axel Guyot (France)[8].
- Wozo (2021), film long métrage de Thibaut Monnier, coproduction Alma Production et TSK Studio.

### Auteur et réalisateur
- L’Œil du Cyclone (2015), scénario et direction artistique, adaptation de la pièce. Film long métrage de Sékou Traoré, coproduction Les films d’Avalon (France) / Abissia production (Burkina Faso), VINAVY Prod (Cameroun).
- Collection, Six (6) fables à l'usage des blancs en Afrique[9] (1998-2000) réalisation et scénario Luis Marquès et C. Gnakouri (1998). Production Les Films d’Avalon.
  - Les  Blancs s’amusent (4 min), Bonne chance trophy (6 min), Les Enfants du guépard (6 min), Scoop (4 min), Le Cadeau de Babadi (6 min), Le Sermon de la brousse (10 min).

#### Acteur
- Extrême Limite : Florian, France, 1993
- Cœurs caraïbes : David, France, 1995
- Sous le Soleil : Paolo Lorenzi [10], France, 1996
- L'Œil du Cyclone[11], Burkina Faso, France, 2015
- Sections de Recherche[12], France, 2006
- Greco[12], France, 2007
- Silences d'État[12], France, 2013
- R.I.S. Police Scientifique[12], France, 2006
- Frank Riva : Maxime Loggia, France, 2003

### Scénariste/Script Doctor/Coauteur
- Une si longue lettre d'Angèle Diabang, Sénégal (2020)
- RTI : Virage et Juste Quelqu’un de bien, Côte d'Ivoire (2018/2019)
- Bintou ou Chronique de la violence ordinaire, Edwige Abouadji, Côte d‘Ivoire (2017)
- Juste quelqu’un de bien de Maurice Sylla, Sunmédia, RTI, Côte d’Ivoire (2016/2017)
- Dans les braises d’un Paradis de Pascal Didier Ouedraogo, Abissia, Alma Production, Samandé Films (Burkina Faso (2016/2017)
- Marchand de rêve, CANAL +, Bogolan Production, Côte d’Ivoire (2016)
- Les Couzines, Alma Production, Côte d’Ivoire
- L’œil du Cyclone, Abissia Production, Les films d’Avalon, France (2015)
- Madame Tapsoba, Abissia production, Alma Production, et Néon Rouge, Belgique (2014).

#### Auteur dramatique
- 2020, Kabuli kathowa or th Stubborn Farmer, spectacle de sensibilisation à l’agroforesterie et contre la corruption du circuit de la vanille, produit par PUR Projet en Ouganda.
- 2019, Apatride ou l’enfant invisible, spectacle de Ivoir Marionnette, Ambassade de Suisse, HCR.
- 2019, let’s find common ground around SAPO, spectacle de sensibilisation des populations, avec la Wild Chimpanzee Foundation et USAID, au Libéria
- 2018, Les Bouts de Bois de Dieu libre adaptation d’après Sembène Ousmane, CITO (Ouagadougou).
- Sauvons le Cavally 2 : Ya quoi encore ?[13] spectacle de sensibilisation pour sauver la dernière forêt classée de CI, Alma Production et Wild Chimpanzee Foundation.
- 2018, Wahala over GRebo Krahn, spectacle de sensibilisation des populations, avec la Wild Chimpanzee Foundation et USAID, au Libéria.
- 2017, La Boule bleue spectacle de Ivoire Marionnette, Médaille d’Or des Jeux de la Francophonie 2017
- Sauvons le Cavally, spectacle de sensibilisation pour sauver la dernière forêt classée de CI, Alma Production et Wild Chimpanzee Foundation
- 2016, Vié Quixot libre adaptation du Don Quichotte de Cervantes pour un spectacle de marionnettes géantes, Ivoire marionnettes, Abidjan, Côte d’Ivoire.
- 2015, La légende de Kaïdara adaptation du roman de Amadou Hampaté Ba, Alma Production, Fondation Amadou Hampaté Ba, IFCI, (Côte d’Ivoire)
- 2012, Le crépuscule des temps anciens coadaptation avec Aristide Tarnagda de l’œuvre de Nazi Boni  Carrefour International du Théâtre de Ouagadougou.
- 2010, La francopholie du Cercle - théâtre burlesque - commande du Centre Culturel français Georges Méliès de Ouagadougou pour la journée mondiale de la francophonie, coproduit par le Cercle des Auteur (B.F.) et L’œil du Cyclone, mise en scène Luis Marquès.
- 2009, Sur les tresses du Niger et Niger Dread -  Théâtre - deux comédies sur l’eau qui se répondent, texte inédit.
- 2008, Tatu ou la guerre du Che au Congo, Ciné-spectacle - crée lors des Récréâtrales 2008 à Ouagadougou, par La compagnie L’œil du Cyclone (Burkina Faso), tournées en Afrique et au Festival Théâtre en mai à l’Opéra Dijon Bourgogne, France, mise en scène Abidine Coulidiaty. Edition Récréâtrales 2011.
- 2007, Le Geste des Etalons - Théâtre équestre - première expérience du genre en Afrique, crée par l’Ecurie du Cheval Mandingue, la Compagnie Feeren et L’œil du Cyclone (Burkina Faso), cent (100) représentations à ce jour au Burkina Faso, au Mali et Bénin, mise en scène par Luis Marquès et Amadou Bourou.
- 2003, L’Œil du cyclone- Théâtre - créé lors des Récréâtrales 2003 à Ouagadougou, par YmakoTeatri (Côte d’Ivoire) mise en scène Vagba Obou de Sales, tournées internationales jusqu’en 2008, traduit en 5 langues et jouée aussi bien en français qu’en anglais, éditions Lansman, coll. « Le Tarmac », 2009.
- 2002, Mousso Koroni – Théatre - coproduction Festival des FrancOphonies du limousin et Ymako Teatri (Côte d’Ivoire), mise en scène Claude Gnakouri/Luis Marquès.
- 2001, Contes et Courts d’Afrique - Ciné-théâtre – crée par YmakoTeatri,  et Avalons Films production, mise en scène Claude Gnakouri/Luis Marqués tournées en France et aux Antilles.
- 1999, Nos Cousins de la Forêt – théâtre - commande pour le World Chimpanzee Foundation, crée par YmakoTeatri (Côte d’Ivoire), mise en scène Claude Gnakouri/Luis Marqués, plus de 300 représentations en Côte d’Ivoire et en Guinée Conakry et se poursuit jusqu’en 2011.
- 1993, Le Prophète Séry Gbalou, Théâtre invisible, crée par Ymako Teatri, mise scène Claude Gnakouri/Luis Marquès Prix RFI Théâtre Vivant 1994. Sujet du documentaire « Ymako » de Robin Shuffield (RTBF).

##### Metteur en scène
- Fuentovejuna ou le pouvoir des femmes, adapté de Lopé de Vega, coproduction avec le Festival International de théâtre classique de Almagro (Espagne), et L’Institut National des Arts et Actions Culturelles de Côte d’Ivoire.
- La fille du Bistrot, de Elie Liazéré, 1er Prix du CENAC 2019 (meilleur spectacle)
- Kabulikathowa, or The Stubborn Farmer, de Luis Marquès, avec PUR Projet, Ouganda.
- Sauvons le Cavally 2 : Ya quoi encore ? spectacle de sensibilisation pour sauver la dernière foret classée de Côte d'Ivoire, Alma Production et Wild Chimpanzee Foundation.
- La Boule bleue, spectacle de Ivoire Marionnette, Médaille d’Or des Jeux de la Francophonie 2017.
- Sauvons le Cavally[13], spectacle de sensibilisation pour sauver la dernière forêt classée de Côte d'Ivoire, Alma Production et Wild Chimpanzee Foundation.
- Vié Quixot de Luis Marquès d’après Cervantes (Compagnie Ivoire Marionnettes) Côte d’Ivoire, 2016
- La légende de Kaydara d’après Amadou Hampaté Ba (Alma Production) Côte d’Ivoire 2016
- Défilé « La vie est belle » de Lulu Nguetta, (Alma Production, Amani) Côte d'Ivoire 2016
- Le rêve du Nagual (Institut Français)  Gambie 2013
- Le crépuscule des temps anciens, de Nazi Boni (C.I.T.O.) 2012
- Le Geste des Etalons de Luis Marquès (Association L’œil du Cyclone, Compagnie Fereen, Ecurie Cheval Mandingue.) Burkina Faso, 2006 - 2012
- La Soupe d’Alfred Dogbé (Compagnie du Fil) Burkina Faso 2006
- Outre Ciel de Gustave Akakpo (Cie Tour de Babel) France 2006
- La mémoire assiégée de Assandé Fargass (Compagnie Nzassa) Côte d'Ivoire 2005
- Interventions poétiques Semaine Senghor (CCF GM) Burkina Faso 2005
- Nos cousins de la forêt de Luis Marquès et Claude Gnakouri (Ymako Teatri) Côte d’Ivoire 2003
- Mousso Koroni de Luis Marquès et Claude Gnakouri  (Ymako Teatri) Côte d’Ivoire 2002
- Contes et Courts d’Afrique (Ymako Teatri/les films d’Avalon) Côte d’Ivoire 2002
- Cérémonie d’ouverture de la CAN 2002 au Mali
- Cérémonie de clôture de la CAN 2002 au Mali
- Le Prophète Séry Gbalou, Luis Marquès et Claude Gnakouri (Ymako Teatri) Côte d’Ivoire 1994
- Sida on dit quoi ? Luis Marquès et Claude Gnakouri (Ymako Teatri) Côte d’Ivoire 1993
- Ya drap ! Luis Marquès et Claude Gnakouri (Ymako Teatri) Côte d’Ivoire 1992
- Erymacoundjé Luis Marquès et Claude Gnakouri (Ymako Teatri) Côte d’Ivoire 1991